# Oxymacaria mesombrata
Oxymacaria mesombrata là một loài bướm đêm trong họ Geometridae.